# 波恰平齊 (日梅林卡區)
49°12′55″N 28°2′40″E / 49.21528°N 28.04444°E
波恰平齊（烏克蘭語：Почапинці），是烏克蘭的村落，位於該國西南部文尼察州，由日梅林卡區負責管轄，面積2.4平方公里，海拔高度311米，2001年人口837，人口密度每平方公里348.75人。